# Cornell MacNeil
Cornell MacNeil (* 24. September 1922 in Minneapolis; † 15. Juli 2011 in Charlottesville, Virginia) war ein US-amerikanischer Opernsänger (Bariton).

## Leben
MacNeil wurde im US-Bundesstaat Minnesota geboren; sein Vater arbeitete als Zahnarzt, seine Mutter war Sängerin und hatte bei der berühmten Konzertsängerin und Gesangslehrerin Ernestine Schumann-Heink studiert. MacNeil hatte bereits früh in seiner Jugend den Wunsch, Opernsänger zu werden. Aufgrund seines Asthmas wurde er im Zweiten Weltkrieg vom Militärdienst freigestellt. Er arbeitete zunächst als Dreher und Maschinist. Auf Anraten seiner Mutter ließ er schließlich seine Stimme professionell ausbilden. Er absolvierte ein kurzes Gesangsstudium an der Hartt School of Music in Hartford; dort gehörte der berühmte Wagner-Bariton Friedrich Schorr zu seinen Lehrern.
MacNeil trat zunächst am Broadway in Musicals auf. Sein Debüt als Opernsänger gab er im März 1950 am Shubert Theatre in Philadelphia in der Rolle des Freiheitskämpfers John Sorel in der Uraufführung der Oper The Consul. Der Komponist Gian Carlo Menotti hatte MacNeil eigens für diese Rolle ausgewählt.  MacNeil nahm in der Folgezeit weiterhin Gesangsstunden. In der Nachtschicht arbeitete er in dieser Zeit in der Bulova-Uhrenfabrik in Queens.
Von 1953 bis 1955 sang er an der New York City Centre Opera; seine Antrittsrolle dort war Germont-Père in La traviata. 1955 sang er an der San Francisco Opera. Dort trat er als Escamillo in Carmen, als Sharpless in Madama Butterfly und als Heerrufer in Lohengrin auf. In der Saison 1958/1959 sang er an der Mailänder Scala; sein Debüt dort war im März 1959 mit der Rolle des Don Carlo in Ernani.
1959 wurde er an die Metropolitan Opera verpflichtet; seine Antrittsrolle war im März 1959 die Titelpartie in Rigoletto. MacNeil war direkt nach seinem Scala-Engagement von Mailand nach New York City geflogen und hatte die Partie ohne eine einzige Probe übernommen. In dieser Rolle trat er über 100 Mal an der MET auf. MacNeil sang insgesamt fast dreißig Jahre an der Metropolitan Opera. Er trat dort in insgesamt 26 Partien in 642 Vorstellungen auf.
MacNeil sang an der MET unter anderem folgende Partien: die Titelrolle in Nabucco, Graf Luna in Il trovatore, Germont-Père in La traviata, Renato in Un ballo in maschera (erstmals 1962), Amonasro in Aida, Jago in Otello, Barnaba in La Gioconda, Alfio in Cavalleria rusticana, Tonio in I Pagliacci und Michele in Il tabarro. Gelegentlich übernahm er, in der Originalsprache, auch Rollen des deutschen Opernfachs, so insbesondere die Titelrolle in Der Fliegende Holländer. MacNeil galt jedoch hauptsächlich als Sänger italienischer Opern, insbesondere von Giuseppe Verdi und Giacomo Puccini. Zu seinen besonderen Glanzrollen gehörte der Polizeichef Scarpia in Tosca. Diese Rolle sang er über 90 Mal an der MET; erstmals im November 1959. Mit dieser Rolle nahm er im Dezember 1987 auch offiziell Abschied von der Opernbühne.
MacNeil sang an der Covent Garden Opera (1964, Titelrolle in Macbeth), an der Grand Opéra Paris, Teatro Colón, am Opernhaus von Rio de Janeiro, am Gran Teatre del Liceu, am Teatro Nacional de São Carlos in Lissabon, am Teatro Massimo in Palermo, am Teatro San Carlo in Neapel, am Teatro Carlo Felice in Genua und an der Oper von Rom. 1971, 1972 und 1982 sang er an der Wiener Staatsoper. Dort trat er als Germont-père, Rigoletto, Jago, Tonio, Renato, Posa in Don Carlo und in der Titelrolle der Wagner-Oper Der Fliegende Holländer auf. 1987 sang er nochmals, kurz vor Beendigung seiner Bühnenlaufbahn, am Opernhaus von New Orleans den Jago in Verdis Oper Otello.
Er gastierte beim Maggio Musicale Fiorentino, bei den Festspielen in der Arena di Verona (1971, 1973) und bei den Freilichtaufführungen in den Caracalla-Thermen.
1969 wurde MacNeil Präsident der American Guild of Musical Artists.

## Stimme und Tondokumente
MacNeils Stimme war ein kraftvoller, reiner Bariton; insbesondere wurde er für seine gute Höhe und für seine Sicherheit bei hohen Tönen geschätzt. Der All Music Guide hebt MacNeils runde und voluminöse Stimme hervor; eine gewisse sich bemerkbar machende Unstetigkeit des Singens sei bei MacNeil durch seine strahlende Stimme entschärft und gelindert worden. MacNeil war zu Beginn seiner Karriere vor allem als Verdi-Interpret berühmt; später nahm er auch einige ausgewählte Partien des italienischen Verismo in sein Repertoire auf. Von Kritikern wurde stets MacNeils stimmliches Können hervorgehoben; kritisiert wurde jedoch häufig seine mangelnde schauspielerische Begabung und sein oft hölzernes, statuarisches Spiel.
Die Stimme von Cornell MacNeil ist auf zahlreichen Tondokumenten überliefert. Seine Glanzrollen sind weitgehend auf Schallplatten festgehalten. Seine Schallplatten erscheinlich hauptsächlich bei den Schallplattenfirmen bei Decca und RCA. Es existieren unter anderem Gesamtaufnahmen der Opern La fanciulla del West (Decca 1958, mit Renata Tebaldi und Mario del Monaco als Partnern),  Aida (Decca 1958; Dirigent: Herbert von Karajan, mit Renata Tebaldi und Carlo Bergonzi als Partnern), Un ballo in maschera (Decca 1961; Dirigent: Georg Solti, mit Birgit Nilsson) und Luisa Miller (RCA 1965, als Miller). Zweimal nahm er im Studio die Titelrolle in Rigoletto auf: 1961 bei der Decca (mit Joan Sutherland als Gilda) und nochmals 1967 für EMI. Außerdem existieren zahlreiche Live-Mitschnitte, insbesondere von Aufführungen aus der Metropolitan Opera.
Mehrere Aufführungen aus der Metropolitan Opera wurden auch für das Fernsehen mitgeschnitten, sodass von MacNeil auch zahlreiche Filmdokumente existieren. Die Aufnahmen wurden später teilweise auch auf Video und DVD veröffentlicht. Filmisch dokumentiert sind unter anderem MacNeils Rigoletto (MET 1977, mit Ileana Cotrubas und Plácido Domingo), Jago (MET 1978, mit Renata Scotto und Jon Vickers) und zweimal sein Scarpia in Tosca: 1978 mit Shirley Verrett und Luciano Pavarotti als Partnern und nochmals 1985 mit Hildegard Behrens und Plácido Domingo.
In dem Opernfilm La Traviata (1982) spielte und sang MacNeil, an der Seite von Teresa Stratas und Plácido Domingo, unter der Regie von Franco Zeffirelli den Germont-père. Gelobt wurde teilweise MacNeils in diesem Film ungewöhnliches gutes Spiel. Seine stimmliche Leistung wurde jedoch mehrheitlich kritisiert.

## Privates
MacNeil war zweimal verheiratet. Seine erste Ehe wurde später geschieden. Aus seiner Ehe mit seiner ersten Frau Margaret Gavan entstammen fünf Kinder, zwei Söhne und drei Töchter. Sein Sohn, der Tenor Walter MacNeil (* 1957), wurde ebenfalls Opernsänger. In zweiter Ehe war MacNeil mit der Violinistin Tania Rudensky verheiratet. MacNeil starb im Alter von 88 Jahren in Charlottesville, Virginia; dort hatte er zuletzt in einer Anlage für Betreutes Wohnen gelebt.